# Epeus flavobilineatus
Espèce
Synonymes
- Salticus flavobilineatus Doleschall, 1859
- Evenus tener Simon, 1877
- Viciria cristata Thorell, 1887

Epeus flavobilineatus est une espèce d'araignées aranéomorphes de la famille des Salticidae.

## Distribution
Cette espèce se rencontre en Indonésie, en Malaisie, en Thaïlande, en Birmanie, en Chine, au Viêt Nam, aux Philippines, au Brunei et à Singapour.

## Habitat
Cette espèce affectionne les forêts de diptérocarpes, les mangroves et les jardins.

## Description
La femelle mesure 5,3 mm de long,.
Le thorax, d'une couleur jaunâtre, est légèrement plus large en arrière qu'en avant. Les yeux médians antérieurs sont grands et très ronds. L'abdomen, plus étroit que le thorax, est long et pointu. D'une couleur vert clair au milieu, il présente deux fines bandes longitudinales jaune citron qui se rejoignent aux deux extrémités. Les pattes, jaunâtres et légèrement plus longues que le corps, sont de force égale.  Elles arborent de courtes épines sur le bord intérieur.
Le mâle n'a pas été formellement décrit.

## Alimentation
Epeus flavobilineatus s'attaque à d'autres espèces d'araignées comme celles du genre Chrysso.

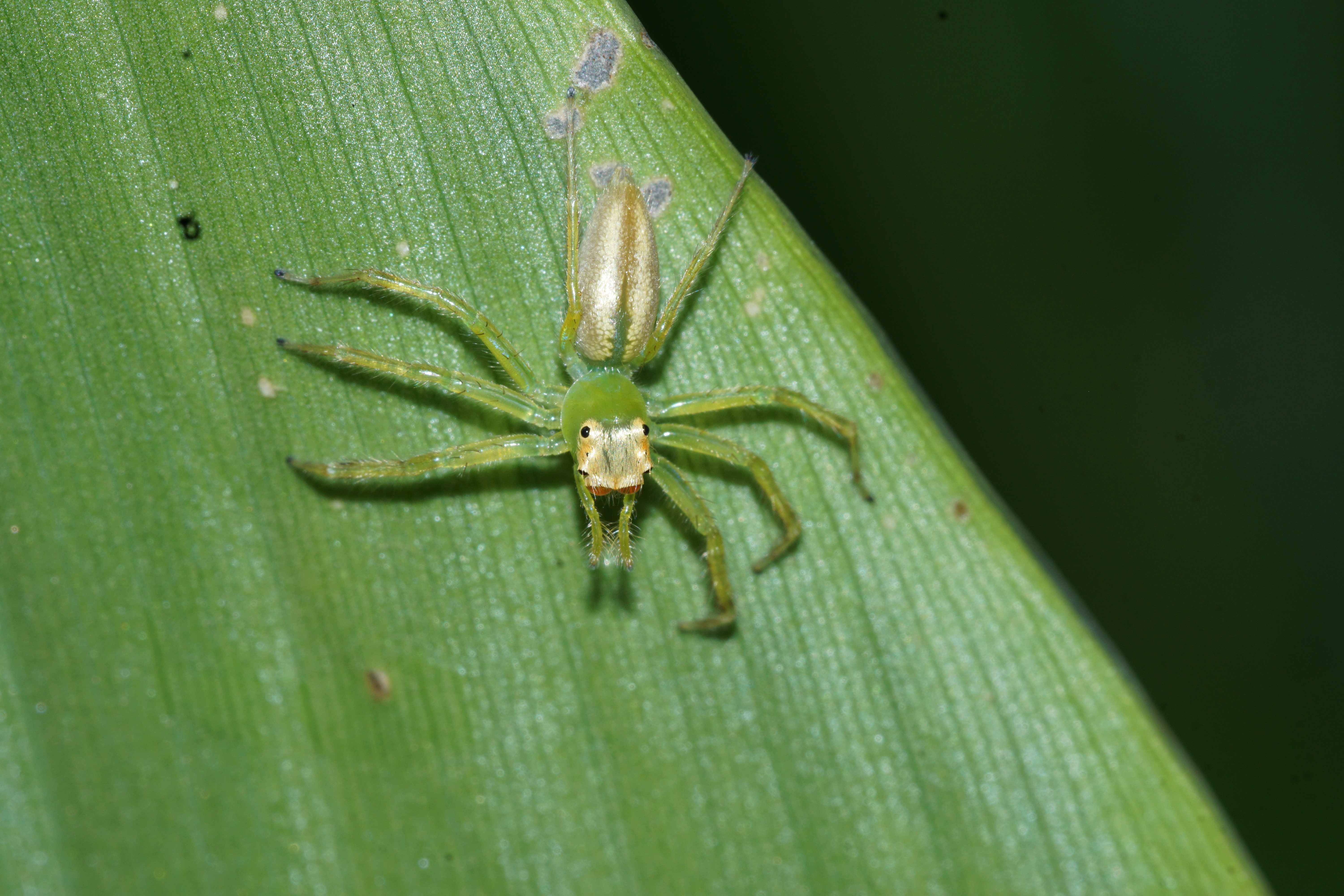
Epeus flavobilineatus ♀
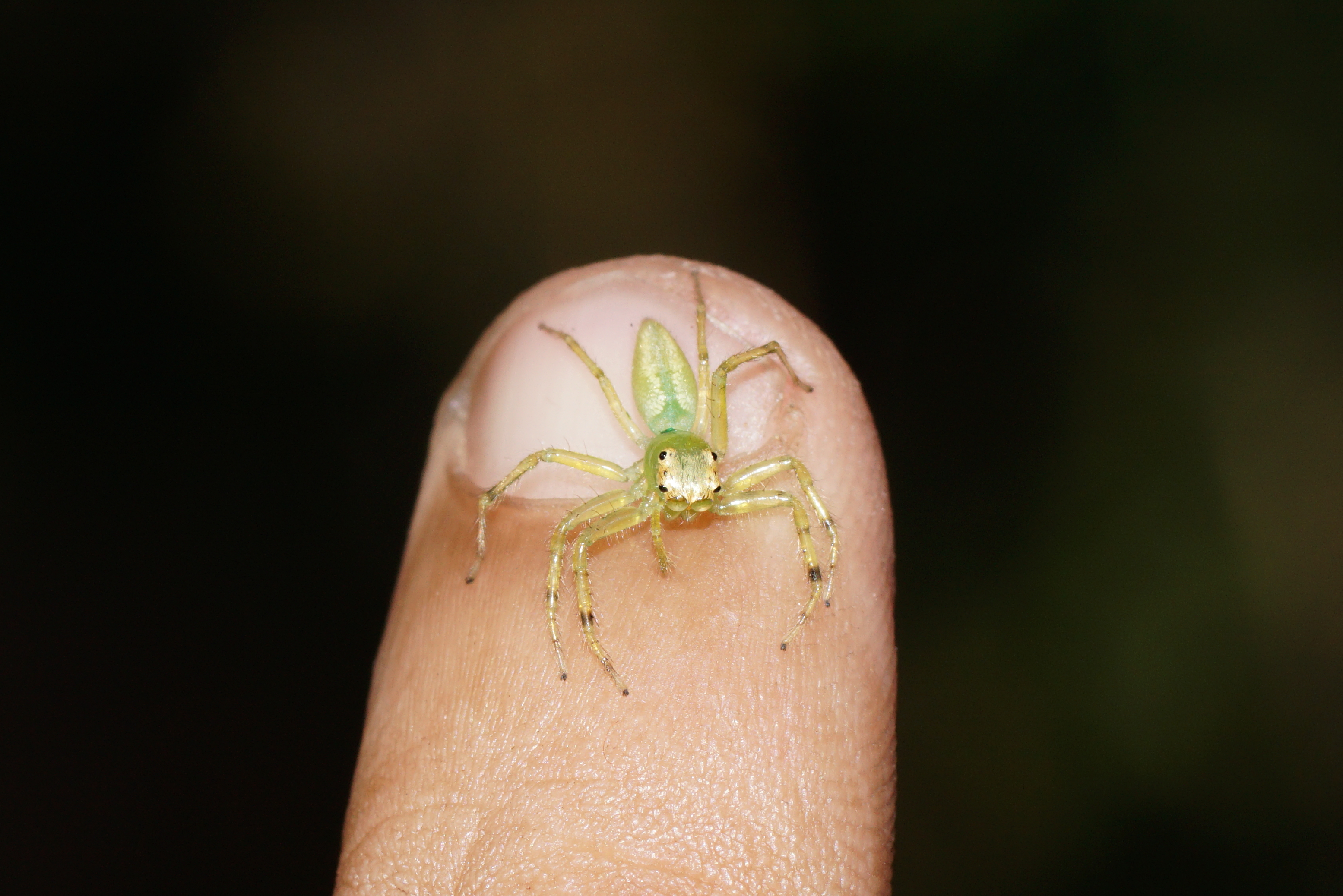
Epeus flavobilineatus ♀
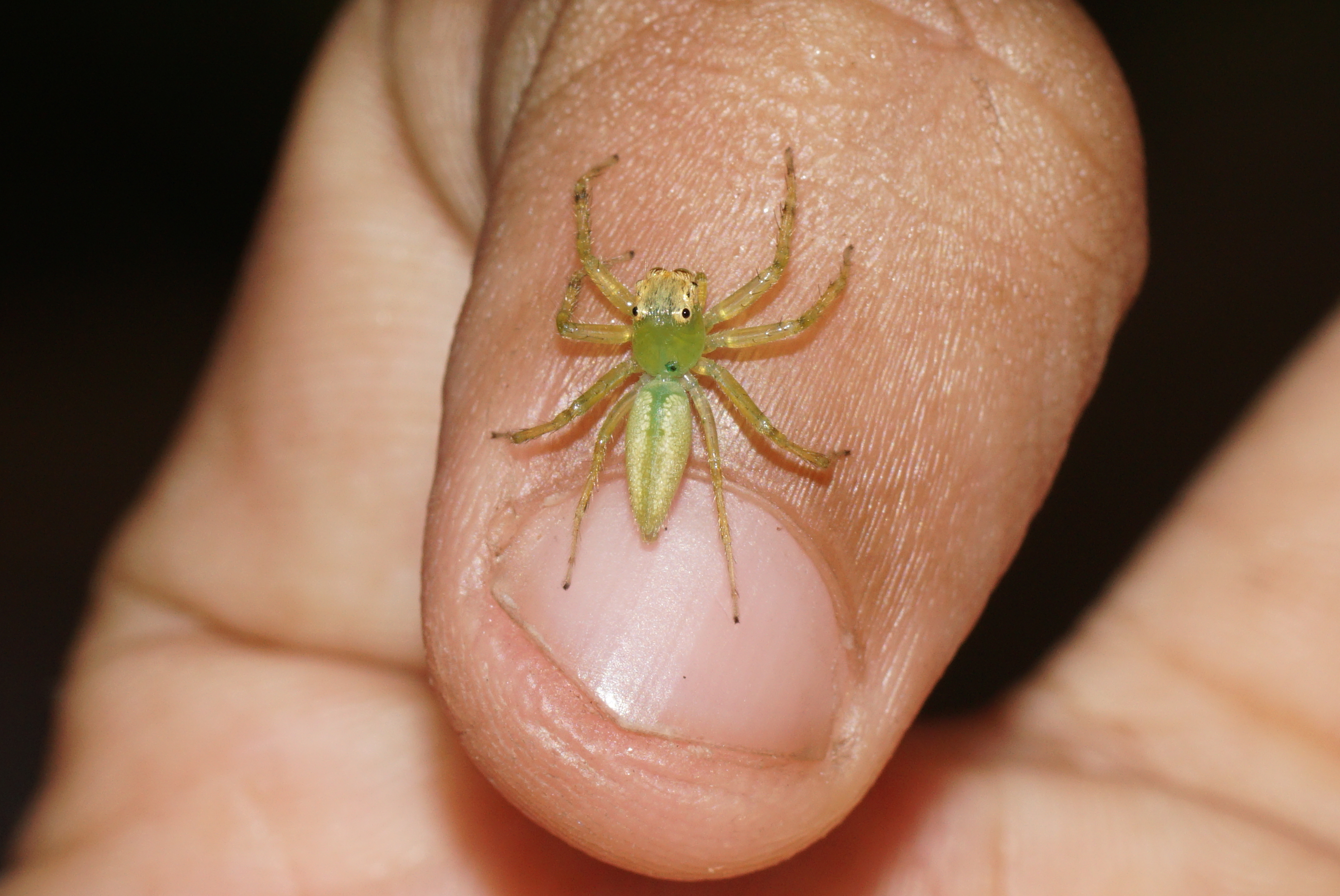
Epeus flavobilineatus ♀
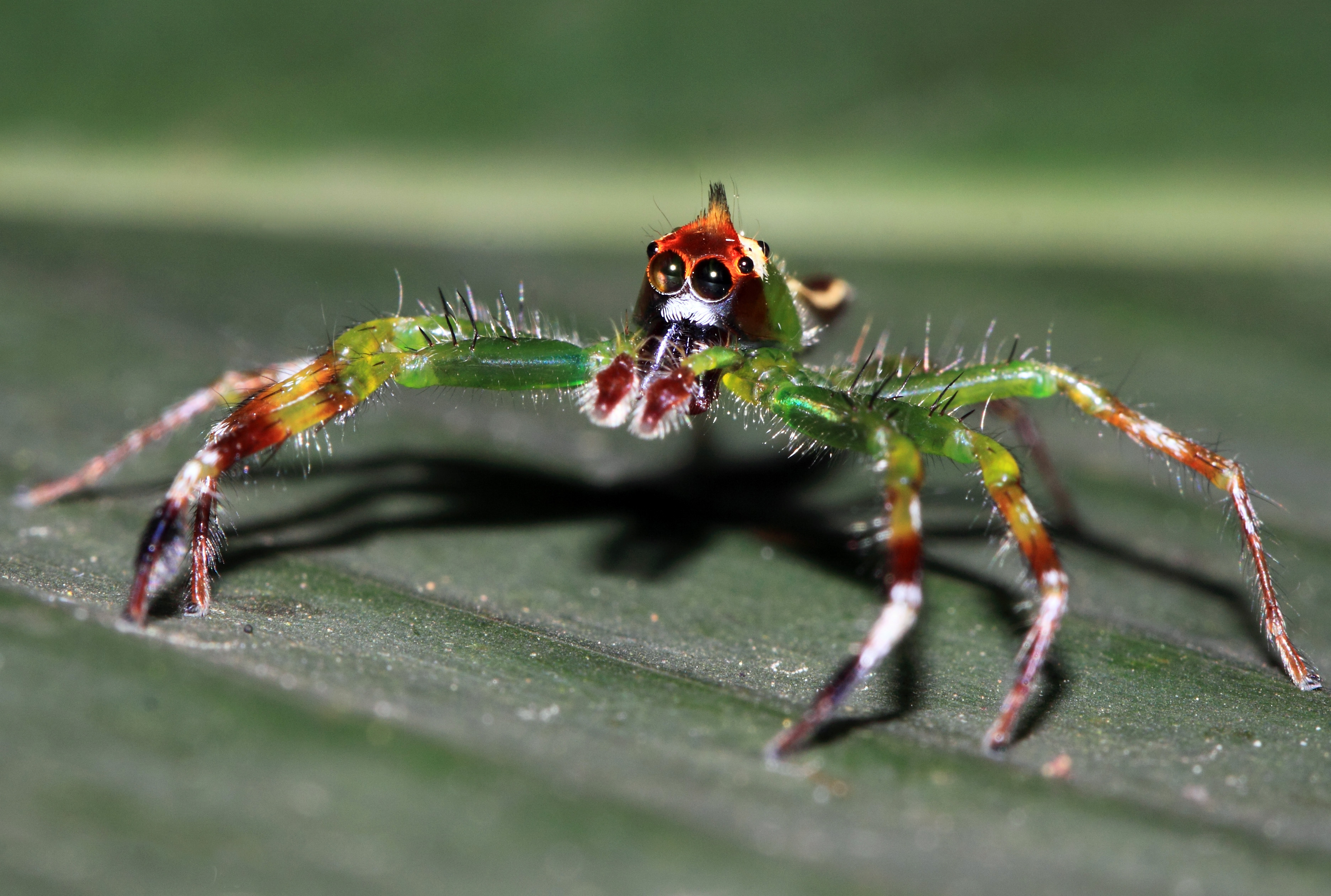
Epeus flavobilineatus ♂
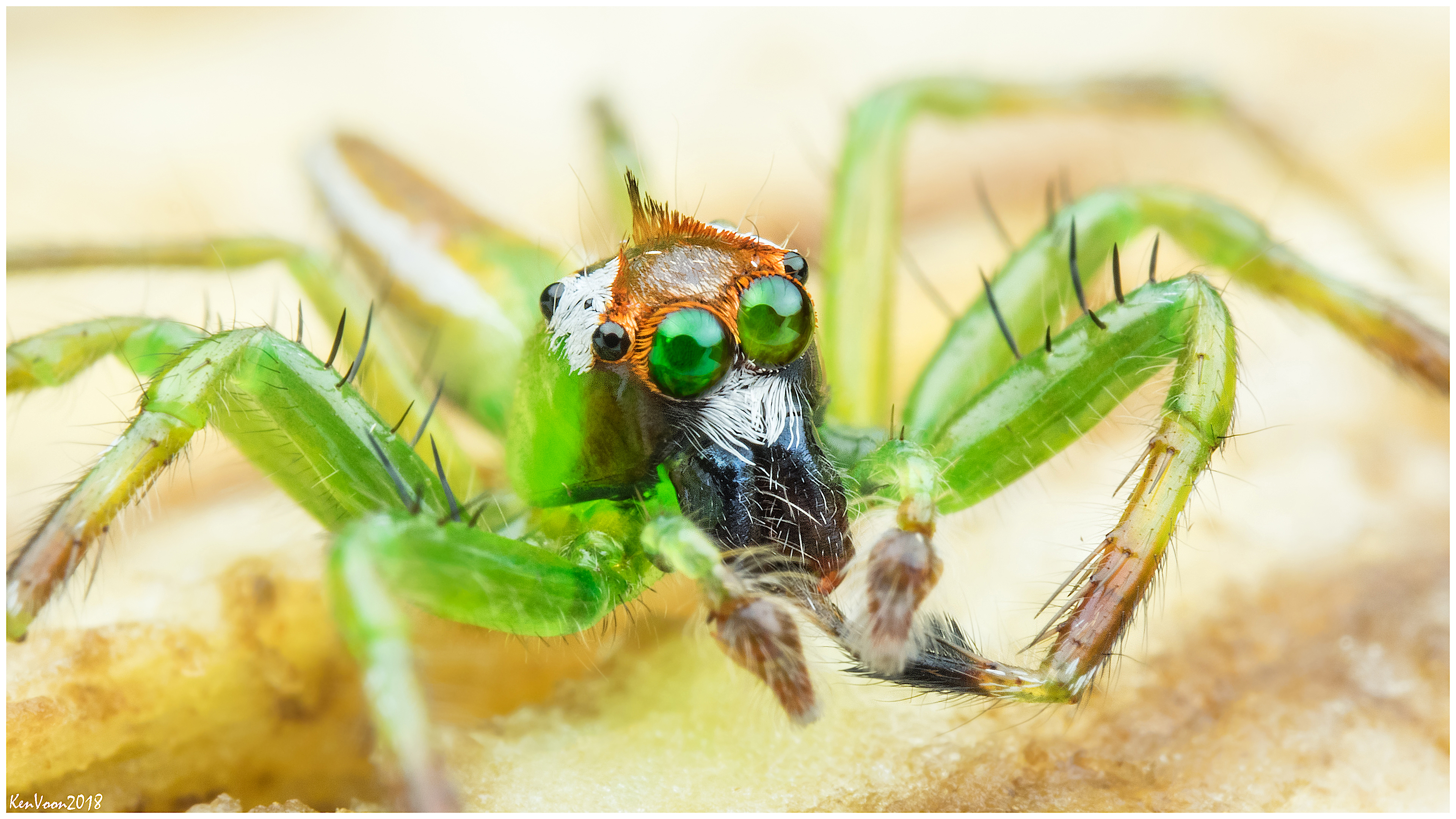
Epeus flavobilineatus ♂
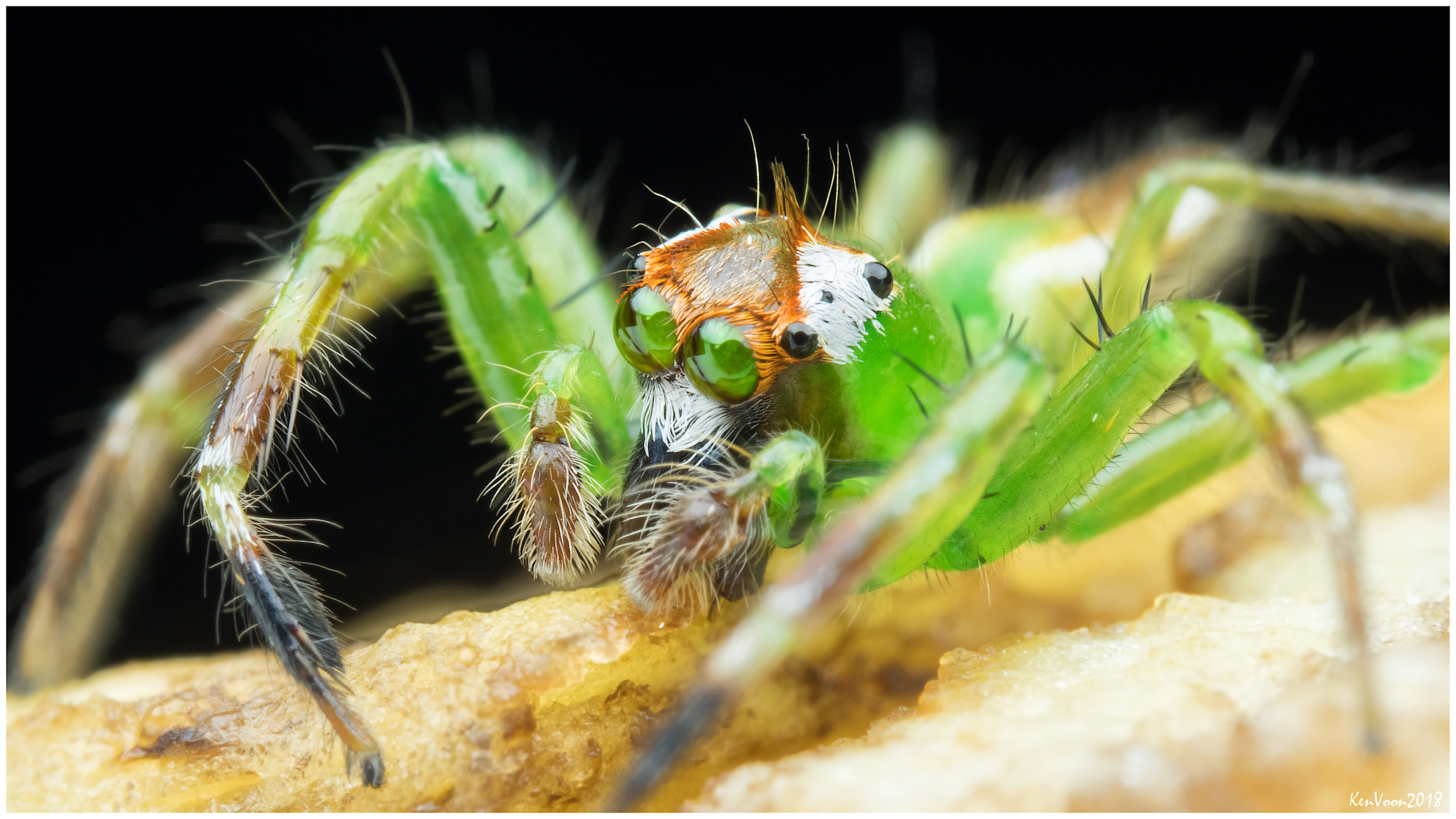
Epeus flavobilineatus ♂

## Systématique et taxinomie
Cette espèce a été décrite sous le protonyme Salticus flavobilineatus par le naturaliste autrichien Doleschall en 1859. Elle est placée dans le genre Viciria par Thorell en 1892 puis dans le genre Epeus par Prószyński en 1984.
Evenus tener a été placée en synonymie par Hill en 2025.
Viciria cristata a été placée en synonymie avec Epeus tener par Simon en 1903. Cette synonymie est à confirmer pour Hill en 2025.

## Publication originale
- Doleschall, 1859 : « Tweede Bijdrage tot de kennis der Arachniden van den Indischen Archipel. » Acta Societatis Scientiarum Indica-Neerlandica, vol. 5, p. 1-60.